# Drag Race Holland
Drag Race Holland é um reality show holandês, do gênero competição, baseado no reality estadunidense RuPaul's Drag Race. A série televisiva é produzida pela Vincent TV e pela World of Wonder, sendo a quinta versão internacional da franquia Drag Race, depois de Drag Race Thailand, The Switch Drag Race (Chile), RuPaul's Drag Race UK e Canada's Drag Race. O programa é transmitido na plataforma holandesa Videoland, um serviço de streaming online de propriedade da RTL, e mundialmente no WOW Presents Plus.
A série estreou em 18 de setembro de 2020. Em 9 de julho de 2021, foi anunciado que Drag Race Holland fora renovada para uma segunda temporada, com estreia em 6 de agosto de 2021. Até o momento, houve uma vencedora do programa: Envy Peru na 1ª temporada.

## Formato
Assim como a versão estadunidense, Fred tem vários papéis dentro do programa, atuando como apresentador e jurado. Como apresentador, Fred apresenta os convidados, anuncia os desafios nos quais as concorrentes participarão a cada semana e revela quem sairá da competição. Em seu papel como jurado, ele critica as concorrentes em seu desempenho geral no desafio. O programa usa a eliminação progressiva para reduzir o número de concorrentes na competição, sendo dez no inicio, até as três ou quatro finalistas, que competem no desafio final, e as duas finalistas dublam pela coroa. Cada episódio segue um formato que consiste em um mini desafio, um desafio principal, uma desfile na passarela, a crítica dos jurados, uma batalha de dublagem e a eliminação de uma competidora.

## Banca de jurados
Uma banca de juízes opina sobre o desempenho nos desafios e os looks da passarela, primeiro para os competidores no palco, e depois novamente com eles fora do palco.
Fred van Leer atua como apresentador e jurado principal, com Nikkie Plessen como jurada coadjuvante na primeira temporada.
| Jurado          | Temporada | Temporada |
| Jurado          | 1ª        | 2ª        |
| --------------- | --------- | --------- |
| Fred van Leer   | Principal | Principal |
| Nikkie Plessen  | Principal | —         |
| Marieke Samallo | —         | Principal |

## Temporadas
| Temporada | Data de inicio         | Data de fim            | Vencedora           | Finalista      | Semi-Finalista            | Episódios | Prêmios da vencedora |
| --------- | ---------------------- | ---------------------- | ------------------- | -------------- | ------------------------- | --------- | --- |
| 1.ª       | 18 de setembro de 2020 | 6 de novembro de 2020  | Envy Peru           | Janey Jacké    | Ma'am Queen Miss Abby OMG | 10        | - Uma coroa, um cetro e um colar da Fierce Drag Jewels - Uma sessão de fotos para a capa da revista Cosmopolitan - Um vestido feito à mão por Claes Iversen, no valor de €18,000 |
| 2.ª       | 6 de agosto de 2021    | 28 de Setembro de 2021 | Vanessa Van Cartier | My Little Puny | Vivaldi                   | 10        | - 15.000 - Uma coroa e cetro da Fierce Drag Jewels - Um palco na edição de 2022 do festival holandês de Milkshake                                                                |

### 1.ª temporada (2020)
A primeira temporada de Drag Race Holland começou a ser transmitida em 18 de setembro de 2020 na Videoland nos Países Baixos e no serviço de streaming WOW Presents Plus da World of Wonder internacionalmente, e durou 8 episódios. O elenco foi anunciado no dia 7 de setembro no YouTube. Envy Peru, Janey Jacké, Ma'Ma Queen e Miss Abby OMG chegaram à final, com Envy Peru sendo coroada a Primeira Drag Super Estrela da Holanda.
Concorrentes

As idades e nomes indicados referem-se à época das filmagens.
| Concorrente       | Idade | Origem           | Resultado |
| ----------------- | ----- | ---------------- | --------- |
| Envy Peru         | 31    | Amsterdam        | Vencedora |
| Janey Jacké       | 28    | Amsterdam        | Finalista |
| Ma'Ma Queen       | 30    | Rotterdam        | Eliminada |
| Miss Abby OMG     | 25    | Amsterdam        | Eliminada |
| ChelseaBoy        | 26    | Amsterdam        | 5º lugar  |
| Sederginne        | 26    | Antwerp, Bélgica | 6º lugar  |
| Madame Madness    | 23    | Amsterdam        | 7º lugar  |
| Megan Schoonbrood | 30    | Rotterdam        | 8º lugar  |
| Patty Pam-Pam     | 34    | Amsterdam        | 9º lugar  |
| Roem              | 21    | Urk              | 10º lugar |

Progresso das concorrentes
| Concorrente       | 1      | 2      | 3       | 4      | 5      | 6      | 7       | 8         |
| ----------------- | ------ | ------ | ------- | ------ | ------ | ------ | ------- | --------- |
| Envy Peru         | SALVA  | VENCEU | SALVA   | VENCEU | VENCEU | VENCEU | SALVA   | Vencedora |
| Janey Jacké       | VENCEU | SALVA  | SALVA   | SALVA  | BOM    | BTM2   | VENCEU' | Finalista |
| Ma'Ma Queen       | RUIM   | SALVA  | VENCEU' | BTM2   | RUIM   | RUIM   | BTM2    | Eliminada |
| Miss Abby OMG     | SALVA  | RUIM   | BTM2    | BTM2   | BTM2   | BOM    | BTM2    | Eliminada |
| ChelseaBoy        | BOM    | SALVA  | BOM     | BOM    | BOM    | ELIM   |         | Convidada |
| Sederginne        | BOM    | BOM    | BOM     | BOM    | ELIM   |        |         | Convidada |
| Madame Madness    | SALVA  | BTM2   | RUIM    | ELIM   |        |        |         | Convidada |
| Megan Schoonbrood | BTM2   | RUIM   | ELIM    |        |        |        |         | Convidada |
| Patty Pam-Pam     | SALVA  | ELIM   |         |        |        |        |         | Convidada |
| Roem              | ELIM   |        |         |        |        |        |         | Convidada |

 Vencedora  A concorrente foi declarada a vencedora da temporada.
 Finalista  A concorrente foi declarada uma das finalistas da temporada.
 Eliminada  A concorrente foi a eliminada na final, pelos jurados.
 VENCEU  A concorrente venceu o desafio do episódio, e venceu o Lip Sync for your Legacy.
 BOM  A concorrente recebeu críticas positivas, e foi declarada salva.
 SALVA  A concorrente foi declarada salva.
 RUIM  A concorrente recebeu críticas negativas, e foi declarada salva.
 BTM  A concorrente ficou entre as piores, mas não foi eliminada.
 ELIM  A concorrente ficou entre as piores, e foi eliminada.

### 2.ª temporada (2021)
A segunda temporada de Drag Race Holland foi confirmada e a escolha do elenco encerrada em 1º de março de 2021. Um trailer da segunda temporada foi disponibilizado no YouTube e nas redes sociais em 9 de julho de 2021. O elenco foi oficialmente anunciado em 27 de julho de 2021. A temporada estreou em 6 de Agosto de 2021, e finalizou em 28 de Setembro de 2021. My Little Puny, Vanessa Van Cartier e Vivaldi chegaram a semi-final, My Little Puny e Vanessa Van Cartier disputaram a coroa na final com Vanessa sendo coroada a próxima Drag Super Star da Holanda.
Concorrentes

As idades e nomes indicados referem-se à época das filmagens (2021).
| Concorrente         | Idade | Origem    | Resultado |
| ------------------- | ----- | --------- | --------- |
| Vanessa van Cartier | 41    | Rotterdam | Vencedora |
| My Little Puny      | 38    | Amsterdam | Finalista |
| Vivaldi             | 22    | Enschede  | Eliminada |
| Keta Minaj          | 40    | Amsterdam | 4º Lugar  |
| Tabitha             | 46    | Amsterdam | 5º lugar  |
| The Countess        | 21    | Amsterdam | 6º lugar  |
| Ive-Elyse           | 35    | Amsterdam | 7º lugar  |
| Love Masisi         | 43    | Amsterdam | 8º lugar  |
| Reggy B             | 25    | Amsterdam | 9º lugar  |
| Juicy Kutoure       | 24    | Amsterdam | 10º lugar |

Progresso das concorrentes
| Concorrente         | 1      | 2      | 3      | 4      | 5      | 6      | 7      | 8         |
| ------------------- | ------ | ------ | ------ | ------ | ------ | ------ | ------ | --------- |
| Vanessa van Cartier | BOM    | SALVA  | SALVA  | RUIM   | VENCEU | RUIM   | SALVA  | Vencedora |
| My Little Puny      | BOM    | SALVA  | SALVA  | VENCEU | BTM3   | BOM    | VENCEU | Finalista |
| Vivaldi             | BOM    | BOM    | VENCEU | SALVA  | BOM    | BTM2   | BTM2   | Eliminada |
| Keta Minaj          | VENCEU | SALVA  | VENCEU | BOM    | BOM    | VENCEU | ELIM   | Convidada |
| Tabitha             | SALVA  | RUIM   | RUIM   | BOM    | BTM3   | ELIM   |        | Convidada |
| The Countess        | SALVA  | VENCEU | SALVA  | BTM2   | ELIM   |        |        | Convidada |
| Ivy-Elyse           | RUIM   | BTM2   | BTM2   | ELIM   |        |        |        | Convidada |
| Love Masisi         | SALVA  | BOM    | ELIM   |        |        |        |        | Convidada |
| Reggy B             | BTM2   | ELIM   |        |        |        |        |        | Convidada |
| Juicy Kutoure       | ELIM   |        |        |        |        |        |        | Convidada |

 Vencedora  A concorrente foi declarada a vencedora da temporada.
 Finalista  A concorrente foi declarada uma das finalistas da temporada.
 Eliminada  A concorrente foi a eliminada na final, pelos jurados.
 VENCEU  A concorrente venceu o desafio do episódio, e venceu o Lip Sync for your Legacy.
 BOM  A concorrente recebeu críticas positivas, e foi declarada salva.
 SALVA  A concorrente foi declarada salva.
 RUIM  A concorrente recebeu críticas negativas, e foi declarada salva.
 BTM  A concorrente ficou entre as piores, mas não foi eliminada.
 ELIM  A concorrente ficou entre as piores, e foi eliminada.